# Густаво Дудамель
Густаво Адольфо Дудамель Рамірес (ісп. Gustavo Adolfo Dudamel Ramírez; рід. 26 січня 1981, Баркісімето) — венесуельський диригент.

## Біографія
Венесуельське місто, в якому народився Дудамель, неофіційно називається музичною столицею країни; батько Дудамеля, тромбоніст, керував в ньому музичною групою, що грала сальсу. Дудамель пройшов через розгалужену венесуельську систему музичної освіти (El Sistema), творець якої Хосе Антоніо Абреу в 2008 р. був удостоєний Премії Гленна Гульда за видатний внесок у розвиток музики. У 4-річному віці Дудамель почав навчався грі на скрипці, згодом також композиції, а з 1995 р. — диригуванню, під керівництвом спершу Родольфо Сальїмбени, а потім самого Абреу. У 1999 р. 18-річний Дудамель був затверджений музичним керівником вершинного дітища Системи — Молодіжного оркестру Венесуели Симона Болівара. Роком пізніше разом з оркестром Дудамель здійснив успішну гастрольну поїздку по Німеччині.

У 2004 р. Дудамель виграв перший Міжнародний конкурс диригентів імені Густава Малера в Бамберзі. За цим досягненням була перемога в конкурсі Диригентської академії, в нагороду Дудамель отримав можливість тижневого майстер-класу в Курта Мазура та Крістофа фон Донаньї. За участь у Бетховенському фестивалі в Бонні Дудамель був удостоєний вперше заснованої нагороди — Бетховенського кільця. На запрошення Донаньї Дудамель в 2005 р. диригував оркестром Філармонії, в тому ж році дебютував з Лос-Анджелесским філармонічним і Ізраїльським філармонічним, підписав контракт із звукозаписною компанією Deutsche Grammophon, один з керівників якої Богдан Рошчич заявив, що Дудамелю належить бути «домінуючою фігурою на світовій музичній сцені в найближчі 30 років». Нарешті, в 2005 р. Дудамель в останній момент замінив хворого Нееме Ярві у виступі з Гетеборзьким симфонічним оркестром на концерті Бібісі-Промс — в молодшому віці концертами в цьому знаменитому циклі керували тільки два диригенти — Деніел Хардінг і Саймон Рэттл, на другого Дудамель був схожий навіть зовні (Реттл високо оцінив мистецтво Дудамеля і, зокрема, за його запрошенням побував у Венесуелі, виступивши з дудамелевським Молодіжним оркестром Венесуели). Цей концерт, незважаючи на те, що критика виявила певну стриманість в оцінці, сприяв, з одного боку, запрошенню Дудамеля до керівництва шведським оркестром, який він очолив у 2007 р., а з іншого — запрошенню Молодіжного оркестру Венесуели Сімона Болівара і Дудамеля на чолі з ним для участі в Бібісі-Промс 2007 року, де у їх виконанні прозвучали Десята симфонія Шостаковича, Симфонічні танці з «Вестсайдской історії» Леонарда Бернстайна і твори латиноамериканських композиторів: як зазначав рецензент, по закінченні концерту «публіка вітала музикантів з запалом, зазвичай притаманним для рок-фестивалів»; підбиваючи підсумки циклу з майже 70 концертів, та ж Уна-Френсес Кларк констатувала:

З усіх концертів Бібісі-Промс цього сезону найбільше розмов викликав полум'яний молодий диригент Густаво Дудамель і Молодіжний оркестр Венесуели Симона Болівара, чиї безмежні ентузіазм і повнокровність, бути може, виявили саму суть Бібісі-Промс. Юні музиканти показали, наскільки доступною може бути класична музика, і ніхто, і яку радість вона може приносити, і ніхто,  від дилетанта до вченого знавця, не міг встояти перед піднятою ними бурею наснаги.

У листопаді 2006 р. Дудамель дебютував у міланській Ла Скала з моцартівським «Дон Жуаном»; серед інших значних подій у його кар'єрі 2006—2007 рр. — виступ з Віденським філармонічним оркестром на фестивалі в Люцерні, концерти з симфонічними оркестрами Сан-Франциско і Чикаго, концерт до 80-річчя Папи Римського Бенедикта XVI 16 квітня 2007 р. з Симфонічним оркестром Штутгартського радіо і скрипачкою Гіларі Ган, на якому були присутні сам Папа і багато інших католицьких ієрархів. У тому ж квітні 2007 р. було оголошено, що Дудамель підписав п'ятирічний контракт з Лос-Анджелеським філармонічним оркестром; 4 жовтня 2009 року відбувся перший концерт Дудамеля як керівника цього колективу. Диригував новорічним концертом Віденського філармонічного оркестру-2017.
Дискографія Дудамеля поки не настільки значна, як концертна історія, однак записані ним з Молодіжним оркестром Венесуели П'ята симфонія Малера і П'ята і Сьома симфонії Бетховена, а також Концерт для оркестру" Бартока (з концерту в Лос-Анджелесі з Лос-Анджелесским філармонічним) отримали високу оцінку [ким?].

## Особисте життя
Дудамель був одружений двічі. Його перший шлюб у 2006 році був з Елоїзою Матурен у Каракасі. Матурен, також уродженка Венесуели, є артисткою балету з класичною освітою та журналісткою. 1 квітня 2011 року у них народився син Мартін Дудамель Матурен. У березні 2015 року Дудамель і Матурен подали документи на розлучення. У лютому 2017 року Дудамель таємно одружився з іспанською актрисою Марією Вальверде, з якою він познайомився у 2016 році в Лас-Вегасі, штат Невада. З 2018 року має іспанське громадянство. Він і Вальверде проживають в Іспанії.